# Stanisław Małagowski

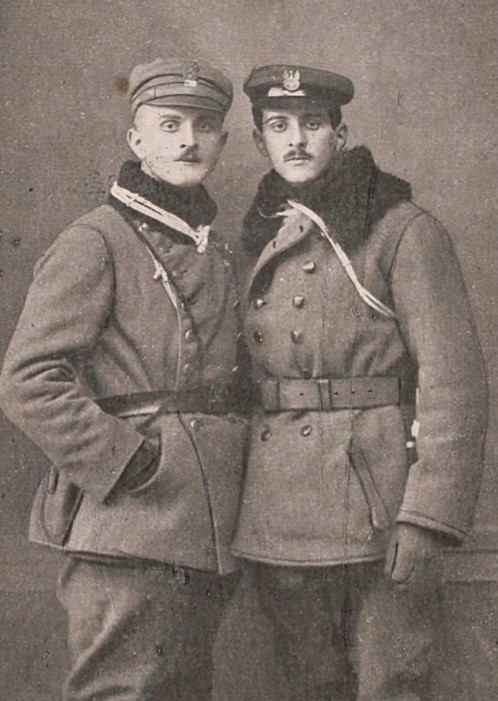
Bracia Stanisław i Kazimierz Małagowscy

Stanisław Małagowski (ur. 3 stycznia 1893 w Skierniewicach, zm. 25 lipca 1919 w Baranowiczach) – porucznik Wojska Polskiego, działacz niepodległościowy, kawaler Orderu Virtuti Militari.

## Edukacja
Urodził się 3 stycznia 1893 w Skierniewicach, w rodzinie Kazimierza i Anny Langie . Był bratem Kazimierza, podporucznika Wojska Polskiego, kawalera Orderu Virtuti Militari, członka załogi Pociągu Pancernego „Śmiały” i Zofii (1890–1969), żony Melchiora Wańkowicza.
Szkołę podstawową skończył w rodzinnych Skierniewicach. Maturę zdał w Szkole Mazowieckiej w Warszawie. W 1912 roku założył w szkole średniej samodzielny pluton skautowy, który jest początkiem 21 WDH.
Absolwent z 1914 na czeskiej Akademii Górniczej w Przybramiu. W 1913 odbył praktykę w kopalniach Kysztymskich na Uralu. W 1914 zgłosił się jako ochotnik do armii rosyjskiej. Służył w 9 batalionie saperów. W marcu 1916 został skierowany do Wyższej Szkoły Wojskowo-Inżynieryjnej w Kijowie. Naukę zakończył z 8. lokatą, a następnie został wysłany na front w Beskidach Wschodnich. 
Od 1917 w 1. kompanii inżynieryjnej 1 Dywizji Strzelców Polskich. Był członkiem Polskiej Ligi Wojennej Walki Czynnej. Pracował w redakcji "Wiadomości Wojskowych". 10 lutego 1918 z jego inicjatywy, w twierdzy Bobrujsk, powstał improwizowany pociąg pancerny pod nazwą „Związek Broni”. 21 lutego bierze udział w zwycięskiej walce z bolszewikami we wsi Krasnyj Bierieg. Do 10 maja 1918 bierze udział w walkach i wobec przeważających sił niemieckich kapituluje.
Małagowski zostaje instruktorem w tajne szkole oficerskiej w Kijowie. Zostaje następnie komendantem Oddziału Lotnego POW na Ukrainie gdzie pod dowództwem mjr Leopolda Lisa-Kuli, walczy z Niemcami.
Po wybuchu walk polsko-ukraińskich przedziera się do Krakowa. Z Krakowa wyrusza do dalszej walki już jako członek załogi pociągu pancernego "Śmiały". Po paru dniach, gdy pierwszy dowódca zostaje ranny, obejmuje dowodzenie pociągiem. 
W grudniu 1918 bierze udział w walkach pod Niżankowicami, od stycznia następnego roku walczy pod Milatynem i Dolinianami. W marcu pociąg pod dowództwem por. Małagowskiego broni się pod Sądową Wisznią.
Po remoncie pociągu w Krakowie, "Śmiały" bierze udział w zdobyciu węzła komunikacyjnego w Baranowiczach.
Małagowski dbał o edukacje powierzonych sobie żołnierzy i prowadził dla zajęcia w szkole podoficerskiej.
25 lipca w bitwie nieopodal stacji Podhorelce zostaje śmiertelnie raniony, umiera po kilku godzinach w Baranowiczach. 30 lipca 1919 został pochowany obok brata na Cmentarzu Powązkowskim w Warszawie.

## Ordery i odznaczenia
- Krzyż Srebrny Orderu Wojskowego Virtuti Militari nr 3173 – pośmiertnie, 10 sierpnia 1922[10]
- Krzyż Niepodległości – pośmiertnie, 25 stycznia 1933 „za pracę w dziele odzyskania niepodległości”[11]
- Krzyż Walecznych – pośmiertnie w zamian za Amarantową wstążkę[12]
- Odznaka „Znak Pancerny” nr 42 – pośmiertnie, 19 marca 1933[13]